# Midō kanpakuki
Midō kanpakuki (御堂関白記) est le journal autobiographique de Fujiwara no Michinaga. C'est l'une des principales sources d'information sur la vie à la cour à l'apogée de l'époque de Heian.
Fujiwara no Michinaga était la personne la plus influente de la cour impériale du Japon de la fin du Xe au début du XIe siècle. Son pouvoir politique et économique le rendit très prospère et lui permit d’amasser des richesses considérables.
Midō kanpakuki est le journal autobiographique le plus vieux au monde. C'est une archive personnelle d'un personnage historique important, Fujiwara no Michinaga, qui fut le plus grand homme d'État de l'époque Heian et dirigea le Japon pendant une trentaine d'années sans occuper le trône.
Le journal couvre la période allant de 998 à 1020. Il contient des descriptions frappantes de questions et d’événements politiques, économiques, sociaux, culturels, religieux et internationaux au centre des préoccupations du pouvoir à un moment de l’époque de Heian (794-1192) où la culture de la cour atteignait son sommet. Ce document est donc extrêmement important pour l’histoire japonaise comme pour l’histoire mondiale.
L'original manuscrit du journal a été inscrit au Registre de la Mémoire du monde en 2013.